# Gothems landskommun
Dalhems landskommun var en tidigare kommun på östra delen av Gotland. Landarealen var 261 km².

## Administrativ historik
I Gothems socken i Gotlands norra härad bildades denna landskommun när de svenska kommunalförordningarna trädde i kraft 1863. 
Vid kommunreformen 1952 uppgick denna landskommun i storkommunen Dalhems landskommun. Denna uppgick sedan 1971 i Gotlands kommun. 